# Peristylus lawii
Peristylus lawii är en orkidéart som beskrevs av Robert Wight. Peristylus lawii ingår i släktet Peristylus och familjen orkidéer. Inga underarter finns listade i Catalogue of Life.